# حزب الوطن (السودان)
حزب الوطن هو حزب سياسي سوداني. تأسس في أكتوبر 2012، من طرف رئيـس الحزب الحالي عمران يحى يونس والأمين العام عبد العزيز النور علي ورئيس مجلس الشورى للحزب حالياً الشيخ أحمد داؤد بالإضافة إلى مجمـوعة من الأعضاء المؤمنين بمبادئ وأهداف الحـزب.

## وصلات خارجية
حزب الوطن يعلن بداية نشاطه السياسي - صحيفة الراكوبة